# Providence (Kentucky)
Providence és una població dels Estats Units a l'estat de Kentucky. Segons el cens del 2000 tenia 3.611 habitants.

## Demografia
Segons el cens del 2000, Providence tenia 3.611 habitants, 1.487 habitatges, i 1.029 famílies. La densitat de població era de 226,7 habitants/km².
Dels 1.487 habitatges en un 30,3% hi vivien nens de menys de 18 anys, en un 49,1% hi vivien parelles casades, en un 17,1% dones solteres, i en un 30,8% no eren unitats familiars. En el 28,5% dels habitatges hi vivien persones soles el 14,9% de les quals corresponia a persones de 65 anys o més que vivien soles. El nombre mitjà de persones vivint en cada habitatge era de 2,38 i el nombre mitjà de persones que vivien en cada família era de 2,9.
Per edats la població es repartia de la següent manera: un 24,4% tenia menys de 18 anys, un 9% entre 18 i 24, un 25,6% entre 25 i 44, un 24% de 45 a 60 i un 16,9% 65 anys o més.
L'edat mediana era de 38 anys. Per cada 100 dones de 18 o més anys hi havia 79 homes.
La renda mediana per habitatge era de 27.400 $ i la renda mediana per família de 31.125 $. Els homes tenien una renda mediana de 28.716 $ mentre que les dones 23.438 $. La renda per capita de la població era de 14.209 $. Entorn del 19,4% de les famílies i el 22,5% de la població estaven per davall del llindar de pobresa.

## Poblacions més properes
El següent diagrama mostra les poblacions més properes.